# 瓦莱托阿·苏阿劳维二世
图伊马莱阿利法诺·瓦莱托阿·苏阿劳维二世（1947年4月29日—），2017年至今任萨摩亚国家元首。1977年7月，获“图伊马莱阿利法诺”头衔，为萨摩亚四大“马他伊”头衔之一。

## 早年经历
瓦莱托阿·苏阿劳维二世出生于图伊马莱阿利法诺酋长家族，隶属于图普阿塔马塞塞王朝Sā的下属分支，获得萨摩亚四大头衔之一。妻子为玛西欧福·法阿毛西利·雷纳福·图伊马莱阿利法诺（Masiofo Faʻamausili Leinafo Tuimalealiʻifano）。
瓦莱托阿的曾祖父为萨摩亚反殖民独立运动坚定运动领导人法奥洛伊·锡瓦阿纳一世，伯父为代表委员会唯一委员图伊阿纳·苏提帕提帕二世。
瓦莱托阿早年当过警察、律师，也是萨摩亚警察部队总督察及中学老师，曾在新西兰当了三年警察。他在萨摩亚最高法院当过公设辩护人、公共信托人、大律师和事务律师。他在萨摩亚的马陶图法雷拉他伊（Matautu Falelatai）村担任萨摩亚公理基督教会的执事长老兼平信徒牧者，曾代表公理教会在澳大利亚及新西兰布道。

## 参加选举
在2001年萨摩亚大选中，瓦莱托阿·苏阿劳维二世以无党籍身份角逐萨摩亚立法大会法雷拉他伊（Falelatai）和萨马陶选区议席，与人权保护党的现任议员米萨·特雷福尼·雷茨拉夫竞争。作为“家族的儿子”（Tama-a-Aiga）及萨摩亚四大头衔之一的持有者，瓦莱托阿希望这次竞选能恢复家族声望，唤醒大家对家族的认知。他指出，在四大头衔的另外三个头衔中，无论是以往的持有者，还是现在的持有者，都有纪念他们的纪念碑，唯独是他的头衔没有。之后瓦莱托阿启动竞选活动，首要任务是争取家乡法雷拉他伊村理事会的支持，结果理事会转而支持他的对手米萨，理由是不希望看到家族的儿子卷入政治纷争，否则就会为头衔蒙羞，而这是他们不能忍受的。理事会还认为，就算瓦莱托阿获得胜利，他以无党籍身份在议会发挥的作为也是微乎其微。相反，他们说服瓦莱托阿保留代表委员会职位，以便日后成为国家元首。尽管如此，瓦莱托阿还是力排众议，继续选举，理事会只好说“那就随你的便吧”。随后瓦莱托阿公开批驳理事会的决定，挑起敏感话题，与理事会的关系一度陷入紧张。最终瓦莱托阿被对手米萨以61%的票数取胜，瓦莱托阿仅获得38%的票数。竞选活动不仅让瓦莱托阿负债20多万萨摩亚塔拉，还把他和法莱拉泰村理事会的关系搞僵，导致他在选举几个礼拜后被法雷拉他伊村驱逐，几个为他投票的人也受牵连。

## 政治生涯
瓦莱托阿于1993年到2001年、2004年起担任代表委员会委员，成为萨摩亚国家副元首。2017年7月21日，瓦莱托阿宣誓就任萨摩亚国家元首。2019年，瓦莱托阿主持了耶穌基督後期聖徒教會会长罗素·纳尔逊的到访活动。
2021年5月，瓦莱托阿撤销大选结果，要求重新选举。其决定于2021年5月17日被萨摩亚最高法院推翻，瓦莱托阿随即发出公告，阻止萨摩亚立法大会开会，引发宪政危机。2022年7月，瓦莱托阿任期获延长至下一届议会开会的8月。8月23日，再度获任命为国家元首。
2022年7月1日，瓦莱托阿担任南太平洋大学第29任学校，接任紐埃的道尔顿·塔格拉吉，2023年7月30日卸任。